# Contraband (album 1974)
Contraband è un album discografico del gruppo di folk-rock dei Contraband, pubblicato dall'etichetta discografica Transatlantic Records nel maggio del 1974.

## Tracce
Lato A
1. Rattlin' Roarin' Willie – 2:12 (Tradizionale; arrangiamento Contraband)
2. The Black Rogue – 2:50 (Tradizionale; arrangiamento Contraband)
3. Lady for Today – 4:24 (Rosemary Hardman)
4. The Devil's Fiddle – 2:50 (John Martin)
5. On the Road – 3:25 (Billy Jackson)
6. Spanish Cloak – 3:42 (Tradizionale; arrangiamento Contraband)
7. Alec's Interlude – 0:45 (Gioachino Rossini; arrangiamento Contraband)

Lato B
1. Stainforth Blues – 2:49 (John Martin, Peter Cairney)
2. Come Up Smiling – 5:16 (Richard Digance)
3. The Banks of Claudy – 5:32 (Tradizionale; arrangiamento Contraband)
4. Edward Sayers' Brass Band – 4:34 (Richard Digance)

## Musicisti
Rattlin' Roarin' Willie
- Mae McKenna - voce solista, tamburello
- Peter Cairney - chitarra elettrica
- George Jackson - mandola elettrica
- John Martin - violino
- Billy Jackson - basso elettrico
- Alex Baird - batteria

The Black Rogue
- Peter Cairney - chitarra elettrica, chitarra acustica
- George Jackson - button accordion, mandolino a 12 corde
- Billy Jackson - chitarra basso
- John Martin - violino
- Alex Baird - batteria

Lady for Today
- Mae McKenna - voce solista, pianoforte
- John Martin - primo violino, secondo violino, viola
- Peter Cairney - chitarra acustica
- Billy Jackson - violoncello

The Devil's Fiddle
- Mae McKenna - voce solista
- John Martin - violino
- Billy Jackson - chitarra basso
- Peter Cairney - chitarra elettrica
- George Jackson - chitarra acustica
- Alex Baird - batteria

On the Road
- Mae McKenna - voce, pianoforte
- George Jackson - mandolino a 12 corde
- Peter Cairney - chitarra acustica, voce
- Billy Jackson - chitarra basso
- Alex Baird - batteria

The Spanish Cloak
- Mae McKenna - violino
- John Martin - viola
- Billy Jackson - violoncello, chitarra basso
- Peter Cairney - contrabbasso, chitarra elettrica, chitarra acustica
- George Jackson - violino, banjo tenore
- Alex Baird - chitarra elettrica, batteria

Alex's Interlude
- Alex Baird - head

Stainforth Blues
- Mae McKenna - voce solista
- Peter Cairney - voce, chitarra elettrica
- John Martin - voce, violino
- George Jackson - piano accordion, commento
- Billy Jackson - voce, chitarra basso
- Alex Baird - batteria

Come Up Smiling
- Mae McKenna - voce solista
- John Martin - violino, viola
- Billy Jackson - voce, chitarra basso, violoncello
- Peter Cairney - voce, chitarra elettrica, chitarra acustica
- George Jackson - chitarra acustica
- Alex Baird - batteria

The Banks of Claudy
- Mae McKenna - voce solista, chitarra acustica
- John Martin - violino
- Billy Jackson - armonie vocali, contrabbasso, chitarra basso
- Peter Cairney - armonie vocali, chitarra elettrica
- George Jackson - piano accordion
- Alex Baird - batteria

Edward Sayers' Brass Band
- Mae McKenna - voce solista
- Peter Cairney - voce, chitarra acustica
- John Martin - mandolino a 12 corde
- George Jackson - chitarra acustica
- Billy Jackson - voce, chitarra basso
- Alex Baird - batteria
- Les Taylor - bandmaster
- The Chipping Norton Silver Band

Note aggiuntive
- John Whitehead - produttore
- Registrazioni effettuate nel 1973 al Chipping Norton Studios, Oxfordshire, Inghilterra
- Dave Grinstead - ingegnere delle registrazioni
- Bruce Atkins - fotografia copertina frontale[3]